# Jung und Jung
Jung und Jung est une maison d’édition fondée en 2000 à Salzbourg par Jochen Jung, germaniste et écrivain, qui se consacre en premier ressort à la littérature contemporaine germanophone, avec l’accent mis sur l’Autriche, bien qu’elle publie aussi des traductions d’autres langues et d’autres époques. Le catalogue est complété par des livres sur l’art et la musique. Le 3 novembre 2005, Jochen Jung a été récompensé par le Buchpreis der Salzburger Wirtschaft (prix de l’économie salzbourgeoise) pour « son courage entrepreneurial et son courage en termes de choix éditoriaux ».

## Catalogue
Parmi les écrivains germanophones de la maison d’édition Jung und Jung figurent : Melanie Arnsc, H. C. Artmann, Xaver Bayer, Günter Brus, Erwin Einzinger, Sherko Fatah, Ludwig Fels, Anselm Glück, Peter Handke, Gert Jonke, Elfriede Kern, Alfred Kolleritsch, Ursula Krechel, Inge Merkel, Melinda Nadj Abonji, Christine Pitzke, Martin Prinz, Klaus Reichert, Julian Schutting, Arnold Stadler, Peter Waterhouse et Gernot Wolfgruber. 
Quant aux auteurs traduits, on compte des écrivains contemporains renommés au niveau international comme Adonis et Dimitri T. Analis, Robert Creeley ou Peer Hultberg, mais aussi des classiques comme Hart Crane, Herman Melville, William Shakespeare, Edmund Spenser et William Butler Yeats ou l’épopée finnoise Kalevala d’Elias Lönnrot.

## Conception
Depuis le début du travail de la maison d’édition, la conception des livres se trouve aux mains de l’artiste autrichien Walter Pichler.